# Meandro libre
El meandro libre o divagante es un tipo de meandro que se desarrolla sobre una llanura aluvial o sobre sedimentos sin consolidar, lo que permite la libre evolución de la curva, al contrario de lo que ocurre en el meandro encajado, aunque hay que tener en cuenta que los meandros encajados también fueron en un principio meandros libres.
- Datos: Q6008171